# جان برنساید
جان برنساید (انگلیسی: John Burnside; ۱۹ مارس ۱۹۵۵ – ۲۹ مهٔ ۲۰۲۴) نویسنده اهل اسکاتلند بود.
وی همچنین برندهٔ جوایزی همچون جایزه یادبود جفری فیبر شده است.